# Українсько-польські мовні зв'язки
Українсько-польські мовні зв'язки простежуються ще з часів Київської Русі. З одного боку, польська мова сильно впливала на українську, особливо з кінця XIV ст., а з іншого, українська мова залишила помітний слід у польській. Найбільшого взаємовпливу дві мови досягли в XVI ст., після чого почали спадати, однак із здобуттям Україною незалежності мовні контакти відновлюються й продовжують інтенсивно розвиватися. Окрім того, обидві мови відіграли значну роль у становленні обопільних діалектів.

## Загальні риси
Українсько-польські мовні взаємовпливи простежуються чи не на всіх мовних рівнях: фонетичному, граматичному, лексичному й фразеологічному. Навіть можна знайти сліди польської мови в українській графіці. Більший вплив мала польська мова, однак частку української у взаємних контактах недооцінювати не слід. Загалом, мовні контакти мали позитивний вплив для обох мов, бо збагачували мовну структуру, словниковий склад й усували одноманітність та традиційність, що була притаманна давнім українській та польській мові.

## Історичні причини
Звичайно, причиною мовних зв'язків були історичні контакти українського й польського народів, що сягають X—XI ст. Саме тоді й почалися обопільні впливи. Із входженням більшої частини території сучасної України до Речі Посполитої українсько-польські мовні зв'язки досягли небувалого рівня, особливо у XVI ст., коли постала польська літературна мова. Однак із експансією Росії на Україну, а згодом і Польщу, взаємовпливи втратили попередню силу, однак ще були досить інтенсивними. Найслабше вони розвивалися в певні періоди XIX—XX ст., саме тоді, коли постала загроза знищення української мови, і, таким чином, про якісь мовні контакти й мови не було.

## Взаємовпливи
Українська мова відіграла вирішальну роль у зникненні з польської специфічних довгих і коротких голосних, що збереглися, до речі, у чеській. Натомість, унаслідок польських впливів український м'який звук [р] зазнав ствердіння в кінці слова і складу, а також відбулося ствердіння звукосполучення [шч].
У граматиці теж простежуються помітні впливи. До української мови з німецької через польську увійшов суфікс -унок (пол. -unek, нім. -ung [unk]): поцілунок-pocałunek. Важливим елементом польського впливу в українській також слід вважати флексію -ові(-еві), що постала внаслідок польського закінчення -owi у давальному відмінку однини іменників чоловічого роду: мірошникові-młynarzowi. Українським слідом у польській мові є суфікс -icz (-ич) замість давньопольського -ic (обидва варіанти слов'янських суфіксів викликані різними рефлексами прасл. -tj-), наприклад, królewicz, а не królewic.
Найбільше простежується взаємовпливів у лексиці. Полонізмами в українській мові є такі слова, як, наприклад, ратуша, місто, кепський, кшталт, квапитися, краков'як, білизна, хвороба, люстро, славістичний та багато інших. Українськими запозиченнями в польській мові є вирази hopak, czereśnia, czeremcha, hreczka, koromysło і под. Про запозичення з української мови свідчить їхня фонетична форма.
Найцікавішими мовними контактами є зв'язки у фразеології. Польськими запозиченнями є такі сталі словосполучення: Як ся маєш?, давати відкоша, мені зле, маєш рацію і т. д. Польський фразеологізм harbuzy rozdawać польські лінгвісти, зокрема видатний мовознавець Крижанівський, вважають запозиченим з української мови.

## Значення
Українсько-польські мовні зв'язки підкреслюють самостійність обох мов. Контакти сприяли стилістичному й семантичному збагаченню.